# شومگ
شومگ (به مجاری:  Sümeg) یک منطقهٔ مسکونی در مجارستان است که در وسپرم واقع شده‌است و۶۴٫۱۳ کیلومترمربع مساحت و ۶٬۷۵۸ نفر جمعیت دارد.

## خواهرخوانده
شهرهای آیشتال، سوت، ووبارنو، تاپولتسا و کوشچیان خواهرخوانده‌های شومگ هستند.